# Скальная саламандра
Скальная саламандра (лат. Plethodon shenandoah) — вид хвостатых амфибий рода Лесные саламандры (Plethodon) семейства Безлёгочные саламандры (Plethodontidae).
Вид является эндемиком США. Встречается только в национальном парке Шенандоа в штате Виргиния, на что указывает видовое латинское название. Населяет умеренные леса на высоте от 900 до 1143 метров над уровнем моря.